# Annaberger Krankheit
Zwischen 1712 und 1720 kam es zu der auch international beachteten sogenannten Annaberger Krankheit (auf vermeintliche Hexerei zurückgeführte Fälle von Visionen und Anfällen), von denen 20 Personen in der Stadt Annaberg als betroffen kategorisiert wurden.
Zahlreiche Bewohner der Kleinstadt im sächsischen Erzgebirge waren angeblich vom Teufel besessen und litten unter Krankheiten wie Gufenspucken, die auf natürliche Weise nicht zu erklären waren und deshalb als Annaberger Krankheit in die Geschichte eingingen. Auch der Priester und Exorzist Johann Joseph Gassner (1727–1779), der die letzten drei Hexenprozesse in Europa stark inspirierte, befasste sich in seiner berühmten Schrift „Nützlicher Unterricht wider den Teufel zu streiten“ (1774) mit dieser Krankheit und nannte Beispiele von Menschen, bei denen allerlei Fremdgegenstände wie Nadeln, Messer und Scheren aus Körperöffnungen wie Mund und Ohr ausgetreten seien. Für den erzkonservativen Geistlichen Johann Joseph Gassner und wenige Jahre später auch für die Ankläger im Fall von Anna Göldi waren dies klare Beweise dafür, dass der Teufel kein Hirngespinst sei, sondern real und leibhaftig existiert.